# Anna German
«Anna German. El misterio del ángel blanco» (en polaco: Anna German. Tajemnica Białego Anioła) es una telenovela rodada por la compañía de cine rusa Star Media en colaboración con Film Production Service Open Ltd., Yes to Film, Zielono Mi., y MP Film Production. Cuenta la vida de una famosa cantante y actriz polaca de origen alemana, Anna German. Producido en 2012, treinta años después de su muerte en 1982.
El estreno de la película sujetó en Rusia y en Ucrania en septiembre de 2012, en Polonia en febrero de 2013.